# Svetovni dan mladih
Svetovni dan mladih (SDM) je letni shod katoliške mladine, ki ga je osnoval papež Janez Pavel II. leta 1984 z namenom utrditi poslanstvo navadne mladine z opogumljanjem za dolžnosti zavolj vse večje razširjenosti zapletenosti in razdeljenosti družbe (Poslanica papeža Janeza Pavla II. - Seminar na SDM 1996). Na letni ravni se praznuje po škofijah, na svetovni pa na vsake dve ali tri leta na različnih lokacijah. Praznik privablja ogromne množice mladih iz skoraj celega sveta. V zadnjih letih predstavlja poglavitni delež katoliškega dela z mladimi.
Svetovni dan mladih 2005 je bil prvi tovrstni dogodek po smrti papeža Janeza Pavla II. Odvijal se je v Kölnu, Nemčija, in je obeležil prvo apostolsko potovanje papeža Benedikta XVI. Hkrati je bilo prvič, da je potoval izven Italije po svoji izvolitvi za papeža.

## Namen
Namen Svetovnega dneva mladih je trojen:
- združevanje: Svetovni dan mladih je združevanje mladine iz skoraj vsega sveta in je pokazatelj stanovitnosti in zaupanja, ki ga danes mladi prinašajo v katoliško cerkev.
- vlivanje upanja mladim: Svetovni dan mladih ni le združevanje mladine, temveč tudi priložnost, da se jim vlije upanje.
- Srečanje mednarodnega sveta na človeški ravni: Še vedno je razburljivo, kljub temu, da smo v 21. stoletju, se srečati z drugimi in biti del mednarodnega dogodka.

## Kronologija shodov

### Mednarodni shodi
| Leto | Datumi         | Kraj                                                                     | Navzočih1           | Tema                                                                              |
| ---- | -------------- | ------------------------------------------------------------------------ | ------------------- | --------------------------------------------------------------------------------- |
| 1984 | 15. april      | Rim, Italija                                                             | 300,000             | Sveto leto odrešitve                                                              |
| 1985 | 31. marec      | Rim, Italija                                                             | 300,000             | Mednarodno leto mladih                                                            |
| 1987 | 11.–12. april  | Buenos Aires, Argentina                                                  | 1,000,000           | Mi smo spoznali ljubezen, ki jo ima Bog do nas, in verujemo vanjo (1 Jn 4,16)     |
| 1989 | 15.–20. avgust | Santiago de Compostela, Španija                                          | 400,000             | Jaz sem pot, resnica in življenje (Jn 14,6)                                       |
| 1991 | 10.–15. avgust | Čenstohova, Poljska                                                      | 1,600,000           | Prejeli ste duha posinovljenja (Rim 8,15)                                         |
| 1993 | 10.–15. avgust | Denver, · ZDA · Zaključna maša se je odvijala na Cherry Creek State Park | 500,000             | Jaz sem prišel, da bi imeli življenje in ga imeli v obilju (Jn 10,10)             |
| 1995 | 10.–15. januar | Manila, Filipini Zaključna maša se je odvijala na Luneta Park            | 5,000,000           | Kakor je Oče mene poslal, tudi jaz vas pošiljam (Jn 20,21)                        |
| 1997 | 19.–24. avgust | Pariz, · Francija · Zaključna maša se je odvijala na Longchamps          | 1,200,000           | Učitelj, kje stanuješ? Pridita in bosta videla (Jn 1,38-39)                       |
| 2000 | 15.–20. avgust | Rim, Italija Zaključna maša se je odvijala na Tor Vergata                | 2,000,000           | In Beseda je postala meso in se naselila med nami (Jn 1,14)                       |
| 2002 | 23.–28. julij  | Toronto, · Kanada · Zaključna maša se je odvijala na Downsview Park      | 800,000             | Vi ste sol zemlje ... Vi ste luč sveta (Mt 5,13-14)                               |
| 2005 | 16.–21. avgust | Köln, · Nemčija · Zaključna maša se je odvijala na Marienfeldu           | 1,200,000+          | Prišli smo se mu poklonit (Mt 2,2)                                                |
| 2008 | 15.–20. julij  | Sydney, · Avstralija · Zaključna maša se je odvijala na Olympic Park     | 400,000             | Prejeli boste moč, ko bo Sveti Duh prišel nad vas, in boste moje priče. (Apd 1,8) |
| 2011 | 16.–21. avgust | Madrid, Španija                                                          | 1,400,000–2,000,000 | Ukoreninjeni in sezidani v njem ter utrjeni v veri (Kol 2,7)                      |
| 2013 | 23.–28. julij  | Rio de Janeiro, Brazilija                                                | 3,700,000           | Pojdite in naredite vse narode za moje učence (Mt 28,19)                          |
| 2016 | 26.–31. julij  | Krakov, Poljska                                                          | 3,000,000           | Blagor usmiljenim, kajti usmiljenje bodo dosegli (Mt 5,7)                         |
| 2019 | 22.–27. januar | Panama City, · Panama                                                    |                     | Glej, Gospodova služabnica sem, zgôdi se mi po tvoji besedi! (Lk 1,38)            |

1Števila navzočih se nanašajo na vse prisotne pri zaključni maši.

### Škofijski shodi
| Datum          | Tema |
| -------------- | --- |
| 23. marec 1986 | Vselej bodite vsakomur pripravljeni odgovoriti, če vas vpraša za razlog upanja, ki je v vas. (1 Pt 3,15) |
| 27. marec 1988 | Kar koli vam reče, storite. (Jn 2,5)                                                                     |
| 8. april 1990  | Jaz sem trta, vi mladike. (Jn 15,5)                                                                      |
| 12. april 1992 | Pojdite po vsem svetu in oznanite evangelij (Mk 16,15)                                                   |
| 27. marec 1994 | Kakor je Oče mene poslal, tudi jaz vas pošiljam. (Jn 20,21)                                              |
| 31. marec 1996 | Gospod, h komu naj gremo? Besede večnega življenja imaš (Jn 6,68)                                        |
| 5. april 1998  | Sveti Duh vas bo učil vsega (Jn 14,26 )                                                                  |
| 28. marec 1999 | Oče vas ima rad (Jn 16,27)                                                                               |
| 8. april 2001  | Če hoče kdo iti za menoj, naj se odpove sebi in vzame vsak dan svoj križ ter hodi za menoj. (Lk 9,23)    |
| 13. april 2003 | Glej, tvoja mati! (Jn 19,27)                                                                             |
| 4. april 2004  | Radi bi videli Jezusa. (Jn 12,21)                                                                        |

## Tipični razpored dogodkov
|          | Torek                  | Sreda                                                         | Četrtek                                                       | Petek                                                         | Sobota                          | Nedelja                             |
| -------- | ---------------------- | ------------------------------------------------------------- | ------------------------------------------------------------- | ------------------------------------------------------------- | ------------------------------- | ----------------------------------- |
| Zjutraj  | dan dobrodošlice       | katehetski pouk s soudeleženimi škofi                         | katehetski pouk s soudeleženimi škofi                         | katehetski pouk s soudeleženimi škofi                         | romanje na vigiljsko prizorišče | zaključna liturgija s svetim očetom |
| Popoldne | otvoritvena slovesnost | popoldanske in večerne prireditve, glasba, molitvene možnosti | popoldanske in večerne prireditve, glasba, molitvene možnosti | popoldanske in večerne prireditve, glasba, molitvene možnosti |                                 |                                     |
| Zvečer   |                        |                                                               |                                                               | Križev pot                                                    | Vigilija                        |                                     |